# Irlands herrlandslag i rugby union
Irlands herrlandslag i rugby union representerar ön Irland (både Republiken Irland och Nordirland) i rugby union på herrsidan. Landslaget innehåller spelare både från republiken Irland och Nordirland och representerar alltså ingen enskild stat. Laget har varit med i alla världsmästerskap som hittills har spelats och är ett av länderna som spelar Six Nations. År 2016 skrev laget historia då det för första gången vann mot världsmästarna Nya Zeeland i en match i Chicago. Noterbart är att laget före detta även bortabesegrat Sydafrika och att man sedan i slutet av året också slog Australien hemma i Dublin. 
2022 besegrade Irland alla lag från södra halvklotet, inklusive två segrar borta mot Nya Zeeland, där de vann serien med 2–1 och blev bara den femte turnerande sidan i historien att vinna en serieseger i Nya Zeeland. Efter detta resultat blev Irland officiellt bästa lag i världen. De följde upp detta med vinster över Sydafrika (19–16) och Australien (13–10) i november. Våren 2023 vann Irland Grand Slam (besegrade alla andra lag) och vann Six Nations turnering för fjärde gången med en 29–16-seger över England i Dublin. Lagkaptenen heter Caelan Doris och hemmaarenan är Aviva Stadium.